# Fourragère

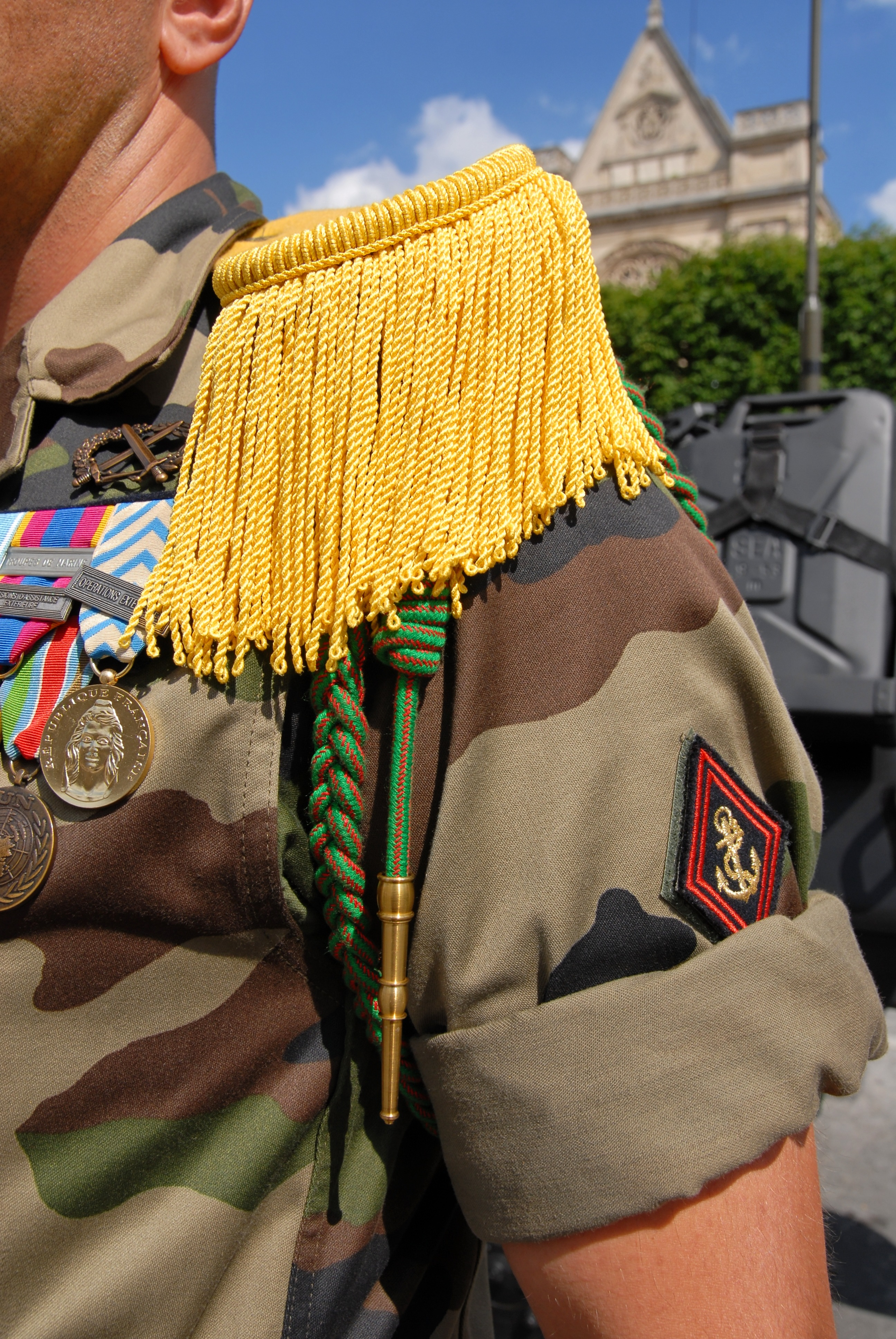

Fourragère é um adorno colocado em cima do uniforme, habitualmente em cima de um dos ombros, tanto por militares como por civis.
Em Portugal, existem três tipos de fourragère, consoante a medalha:
- Ordem Militar da Torre e Espada, do Valor, Lealdade e Mérito: azul
- Medalha da Cruz de Guerra: vermelha e azul
- Medalha de Mérito Militar: azul e branca

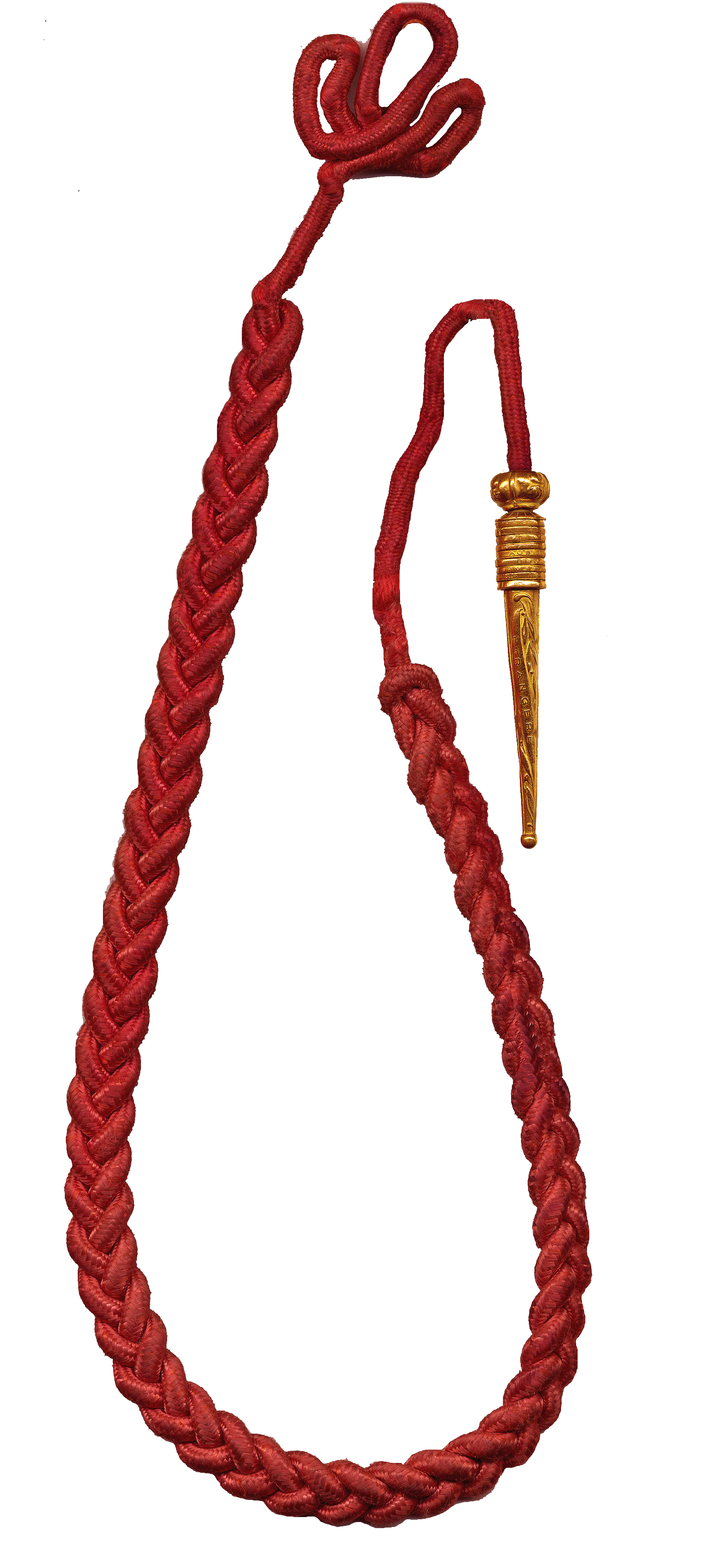
Fourragère com as cores da Ordem Nacional da Legião de Honra
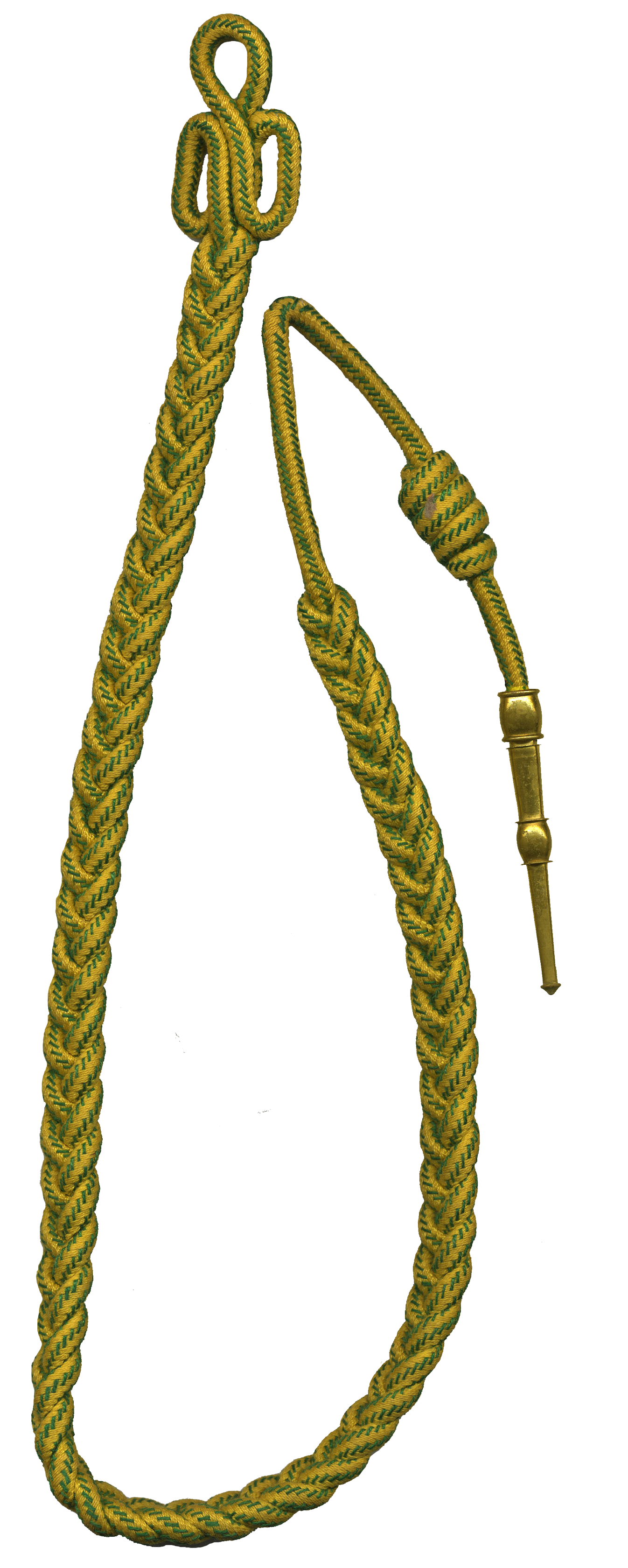
Fourragère com as cores da Medalha Militar
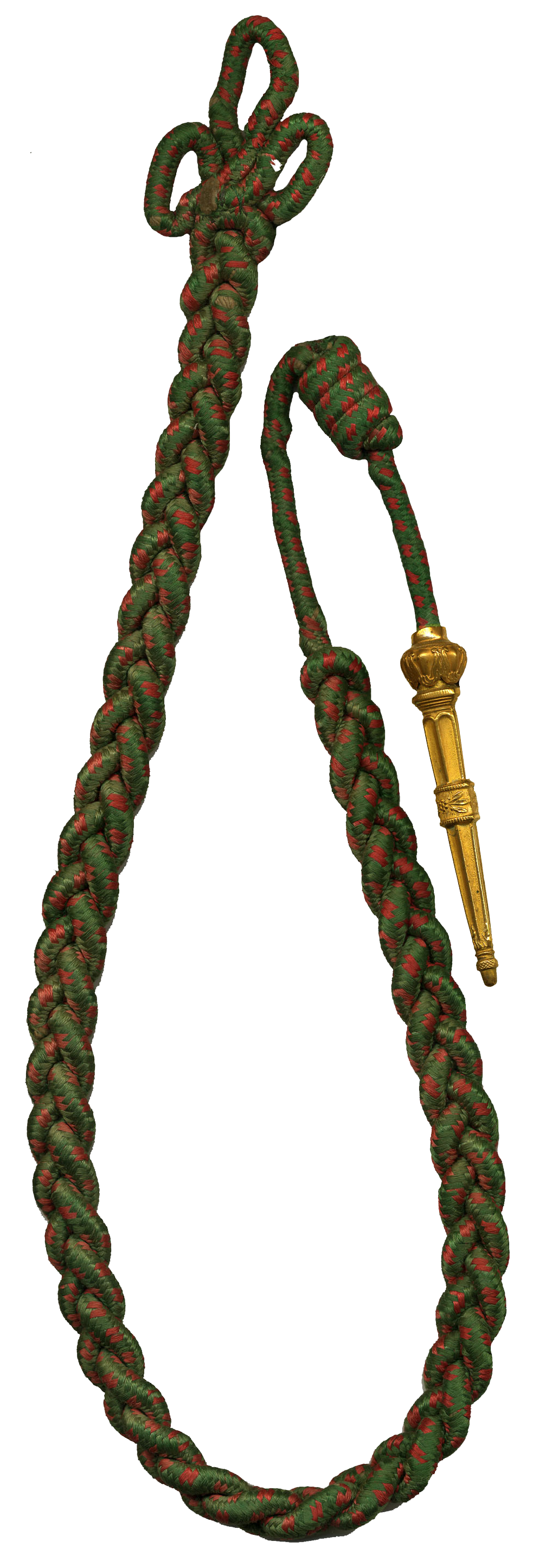
Fourragère com as cores da Cruz de Guerra de 1914-1918
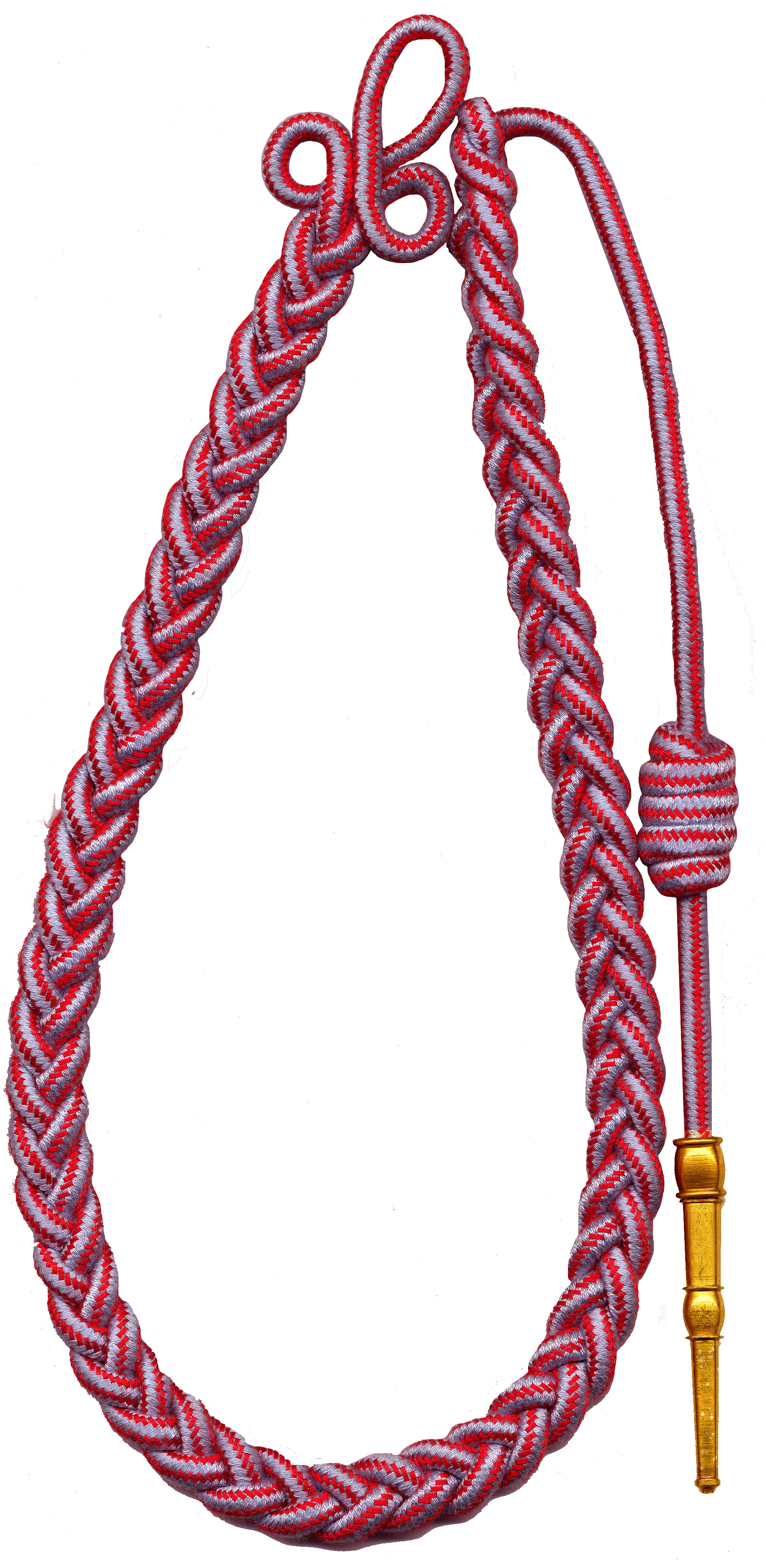
Fourragère com as cores da Cruz de Guerra em Operações Exteriores
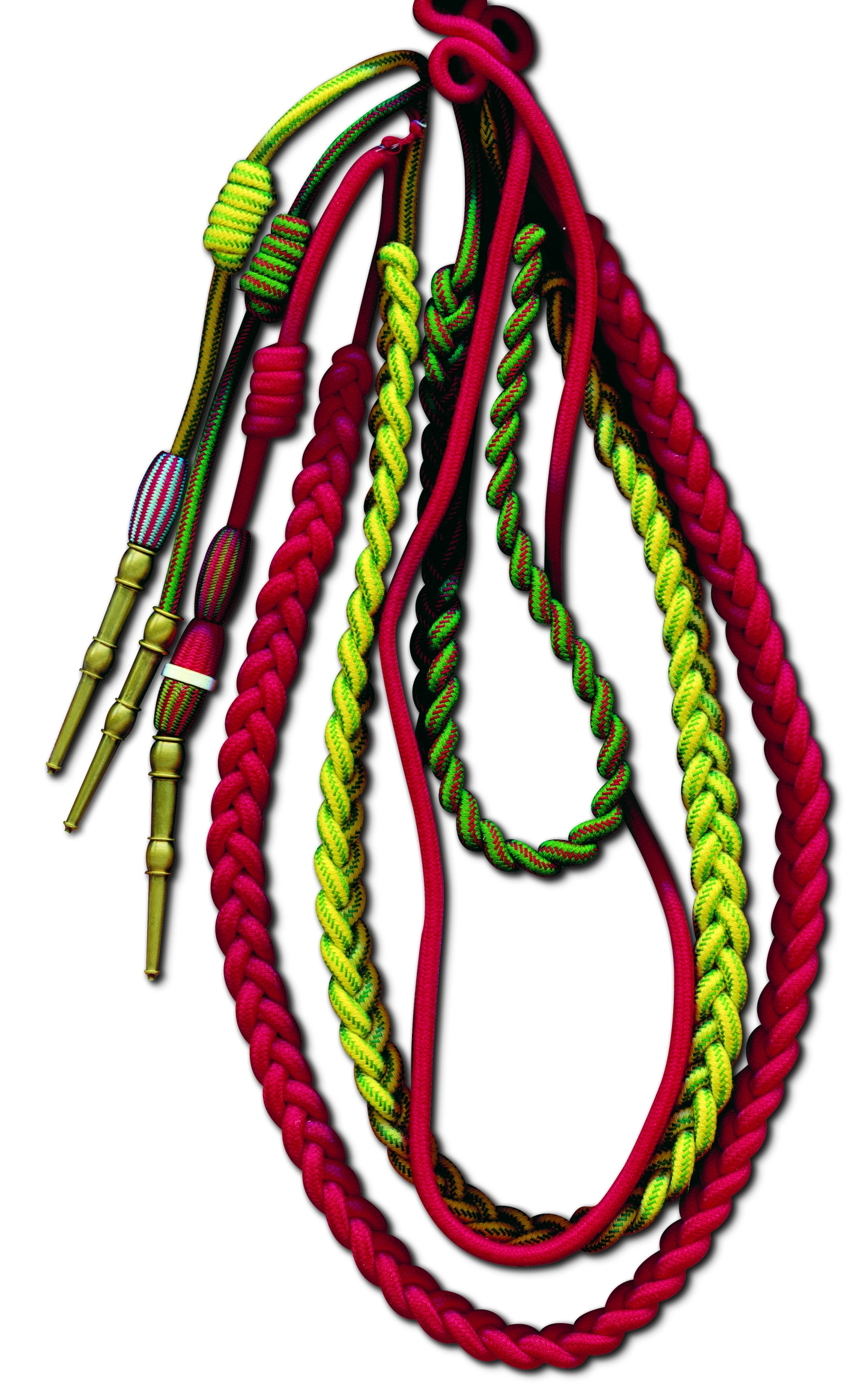
Fourragère dupla: com as cores da Legião de Honra e Cruz de Guerra usada pelo 3rd Foreign Infantry Regiment (Regimento de Infantaria Estrangeiro N.º 3 da Legião Estrangeira Francesa)